# SN 2001ho
SN 2001ho – supernowa odkryta 24 września 2001 roku w galaktyce A022910+0021. W momencie odkrycia miała maksymalną jasność 22,90m.